# بهلغرد (باقران)
بهلغرد (بالفارسية: بهلگرد) هي مستوطنة تقع في إيران في قسم باقران الريفي. يقدر عدد سكانها بـ 203 نسمة .